# Magen Sza’ul
Magen Sza’ul (hebr. מגן שאול; ang. Magen Sha'ul) – moszaw położony w Samorządzie Regionu Ha-Gilboa, w Dystrykcie Północnym, w Izraelu.

## Położenie
Moszaw Magen Sza’ul jest położony na wysokości od 78 do 88 metrów n.p.m. w południowo-wschodnim krańcu intensywnie użytkowanej rolniczo Doliny Jezreel, na północy Izraela. Moszaw leży u podnóża zachodniego skraju Wzgórz Gilboa, które na wschód od moszawu wznoszą się ku szczytowi Har Giborim (400 m n.p.m.). Ze wzgórz spływa tędy strumień Nachal Gilboa. Teren na południe od moszawu delikatnie wznosi się do wyżyny Samarii, natomiast po stronie północnej i zachodniej łagodnie opada w stronę rzeki Kiszon, która ma tutaj swoje źródła. W otoczeniu moszawu Magen Sza’ul znajdują się moszawy Metaw, Perazon, Ram-On, Barak i Addirim, oraz arabskie wioski Sandala i Mukajbila. W odległości 500 metrów na południe przebiega mur bezpieczeństwa oddzielający terytorium Izraela od Autonomii Palestyńskiej. Znajduje się tutaj przejście graniczne Dżalama. Po stronie palestyńskiej znajduje się wioska Dżalama.
Magen Sza’ul jest położony w Samorządzie Regionu Ha-Gilboa, w Poddystrykcie Jezreel, w Dystrykcie Północnym Izraela.

## Historia
W latach 50. XX wieku miała miejsce masowa emigracja ludności żydowskiej do Ziemi Izraela. Nagłe pojawienie się dużej liczby nowych imigrantów, zmusiło władze izraelskie do poszukiwania sposobu ich absorpcji. W ten sposób zrodziła się koncepcja utworzenia nowego obszaru osadnictwa w południowej części Doliny Jezreel. Cały projekt otrzymał wspólną nazwę Ta’anach, która to nazwa odnosiła się do całego regionu. Powstały tu trzy identyczne bloki osiedli, z których każdy posiadał centralną wioskę pełniącą wszystkie podstawowe funkcje dla sąsiednich osad rolniczych. W ten sposób w 1953 roku utworzono pierwszy blok nazwany Ta’anach Alef (moszawy Awital, Perazon i Metaw, oraz wioska centralna Merkaz Ja’el). Na początku 1956 roku przystąpiono do tworzenia drugiego bloku osiedli Ta’anach Bet. W takich okolicznościach w lutym 1956 roku został założony moszaw Addirim, a następnie w sierpniu zostały założone moszawy Dewora i Barak (w 1958 r. powstało centrum bloku, wioska Merkaz Chewer). Jeszcze w tym samym 1956 roku przystąpiono do tworzenia trzeciego bloku osiedli Ta’anach Gimel. Jako pierwszy powstał moszaw Gadisz, a następnie założono moszawy Mele’a i Nir Jafe. Pełniącą funkcję centrum usługowego wioskę Merkaz Omen założono w 1958 roku.
W 1976 roku utworzono położony bardziej na wschód od nich, moszaw Magen Sza’ul. Został on przeznaczony jako miejsce zamieszkania dla młodego pokolenia, które wychowało się w sąsiednich blokach osiedli rolniczych. Jego nazwę zaczerpnięto od izraelskiego króla Saula, który zginął w pobliskich Wzgórzach Gilboa. Początkowo lokalna gospodarka opierała się na hodowli kwiatów w szklarniach, jednak z czasem rozwinięto także inne działy rolnictwa. Istnieją plany rozbudowy moszawu o 93 nowe domy jednorodzinne. Jednak domy trzeba sobie wybudować samodzielnie.

## Demografia
Większość mieszkańców moszawu jest Żydami:

## Gospodarka i infrastruktura
Gospodarka moszawu opiera się na intensywnym rolnictwie. Rozwijane są tutaj uprawy w szklarniach. Wielu mieszkańców pracuje w pobliskich strefach przemysłowych. W moszawie jest przychodnia zdrowia, sklep wielobranżowy i warsztat mechaniczny.

## Transport
Z kibucu wyjeżdża się na wschód na drogę nr 60, którą jadąc na południowy zachód dojeżdża się do arabskiej wioski Mukajbila i przejścia kontrolnego Dżalama umożliwiającego przekroczenie muru bezpieczeństwa na terytorium Autonomii Palestyńskiej, lub jadąc na północny wschód dojeżdża się do arabskiej wioski Sandala.

## Edukacja i kultura
Moszaw utrzymuje przedszkole. Dzieci są dowożone do szkoły podstawowej do pobliskiej wioski Merkaz Ja’el. Szkoła średnia jest w mieście Afula. Moszaw posiada własną synagogę i mykwę. Jest tu także ośrodek kultury z biblioteką, basen kąpielowy, sala sportowa z siłownią, oraz boisko do piłki nożnej. Znajduje się tutaj klub wędkarski, który organizuje naukę łowienia ryb na pobliskich stawach hodowlanych.